# Albillo Real
Albillo Real ist eine Weißweinsorte, die in Zentralspanien auf etwa 3000 Hektar Rebfläche angebaut wird, vor allem in den Provinzen Extremadura, Galicien, Kastilien-León und Vinos de Madrid, daneben auch auf La Palma. Die Sorte reift relativ früh und hat einen hohen Glycerolgehalt. Sie wird auch als Tafeltraube verkauft, ist aber nur bedingt transportfähig. Die Rebsorte ist wuchskräftig und ertragsstark und liefert säurearme aber alkoholstarke Weine. Sie wird nicht nur sortenrein ausgebaut, sondern dient auch zur Milderung des Säuregehalts säurereicher Weine. Albillo Real ist eine Varietät der Edlen Weinrebe (Vitis vinifera). Sie besitzt zwittrige Blüten und ist somit selbstfruchtend. Beim Weinbau wird der ökonomische Nachteil vermieden, keinen Ertrag liefernde, männliche Pflanzen anbauen zu müssen.
Siehe auch den Artikel Weinbau in Spanien sowie die Liste von Rebsorten.

## Herkunft
Bei umfangreichen DNA-Tests stellte man fest, dass Albillo Real aus einer Kreuzung zwischen Prié Blanc und einer noch nicht identifizierten Sorte entstand. Prié Blanc wurde seit langer Zeit in der spanischen Provinz Ávila unter der Bezeichnung Legiruela kultiviert.

## Synonyme
Albillo Real ist auch unter den Namen Abuela, Acerba, Acerva, Albarin Blanco; Albil Pardo, Albillo Cagalon, Albillo Castellano, Albillo Castillan, Albillo de Cebreros, Albillo de Granada, Albillo de Huebla, Albillo de Madrid, Albillo de San Jeronimo, Albillo de Toro, Albillo de Toro Dorado, Albillo Pardo, Albillo Peco, Albillo Peco de Trebugena, Albillo Temprano, Albillo Verdal, Albuela, Alvilla, Alvillo, Arvilla, Besto Maduro, Blanco Castellano, Blanco del Pais, Blanco Pais, Blanco Ribera, Blanco Rivera, Cagalon, Castellano Bianco, Cepa Canasta, Cepa de Lena, De Lena, Gual, Hogazuela, Hogomela, Nieves Temprano, Nives Temprano, Ojo de Liebre, Pardilla, Pardillo de Albillo, Picapol, Prolifera, Uva de Lena, Uva Pardilla und Verdaguilla bekannt.